# Зоря Віталій Григорович
Віталій Григорович Зоря (нар. 24 червня 1994, Золотоноша, Черкаська область, Україна) — український футболіст, нападник.

## Спортивна біографія
Народився 24 червня 1994 року у Золотоноші Черкаської області, де і розпочинав свої юнацькі футбольні роки, виступаючи за місцеву команду «Спартак». Упродовж 2015—2016 років був основним гравцем команди та провів 29 матчів (10 голів) у чемпіонаті Черкаської області. З літа 2018 року знову виступає в цих змаганнях за команду Золотоніського району «Златокрай — 2017», яка є однією із лідерів вищолігової черкаської першості.

### Клубна кар'єра
У 2016 році підписав контракт з друголіговим клубом «Арсенал-Київщина» (Біла Церква), де провів увесь сезон, записавши на свій рахунок 5 забитих м'ячів у 27-ми зустрічах. Дебютний гол на професійному рівні святкував 20 серпня 2016 року у ворота миколаївського «Суднобудівника».
Сезон 2017/18 розпочав на рідній Черкащині, виступаючи за першоліговий футбольний клуб «Черкаський Дніпро». Дебютував у першій українській лізі 15 липня 2017 року в матчі проти «Креміня» (Кременчук). Всього у складі «дніпрян» провів 14 матчів у всіх турнірах (13 у чемпіонаті та 1 кубковий поєдинок (26 липня того ж року проти ковалівського «Колоса»)).
На початку квітня 2018 року підписав контракт з чернівецьким футбольним клубом «Буковина». Дебютував за «Буковину» 6 квітня того ж року в матчі чемпіонату другої ліги України проти ФК «Львова», а 20 травня в матчі проти хмельницького «Поділля» відзначився дебютним голом. Перед початком 2018/19 сезону за обопільною згодою сторін розірвав контракт із «Буковиною».